# Kotorbukten

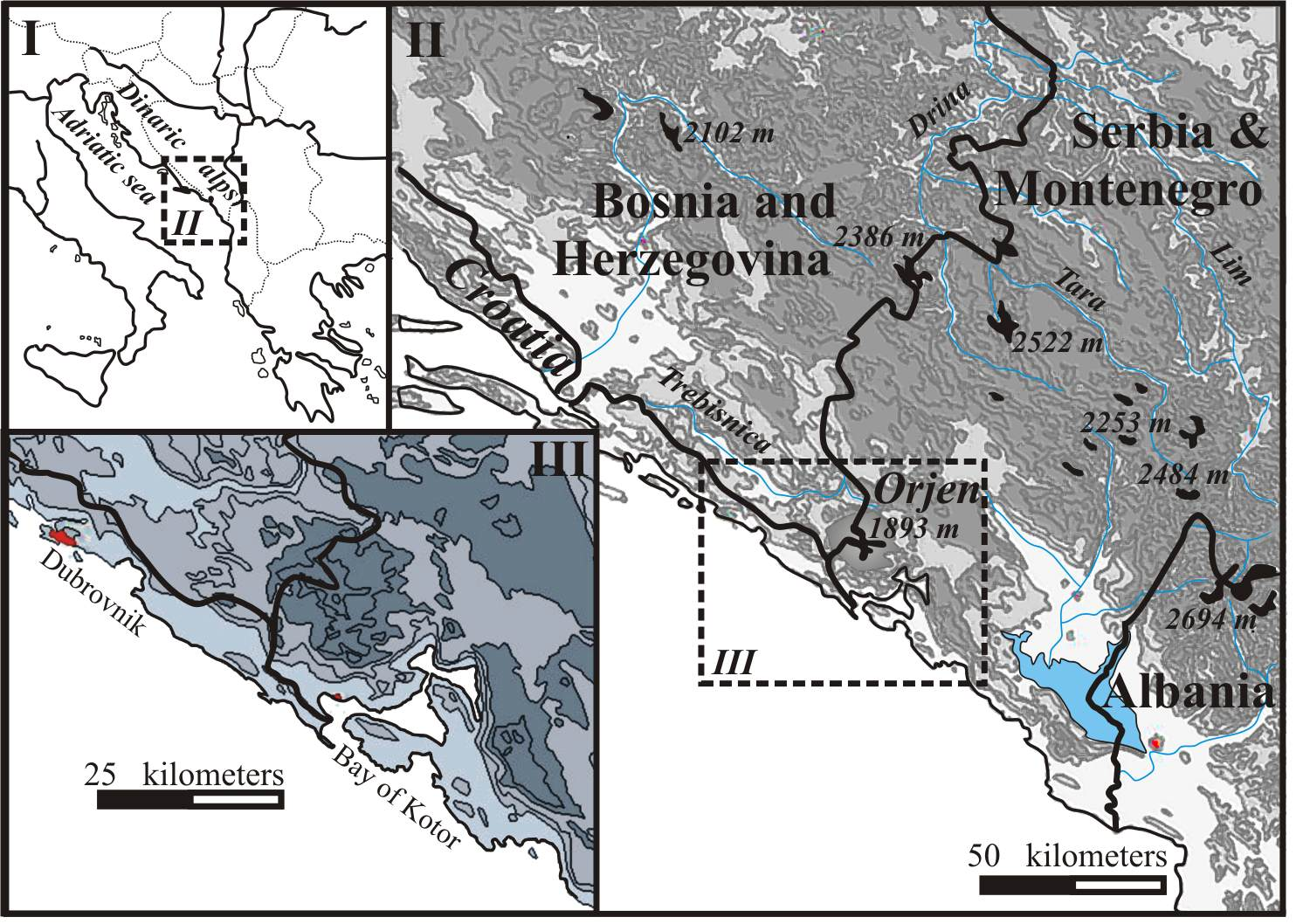
Karta över Kotorbukten

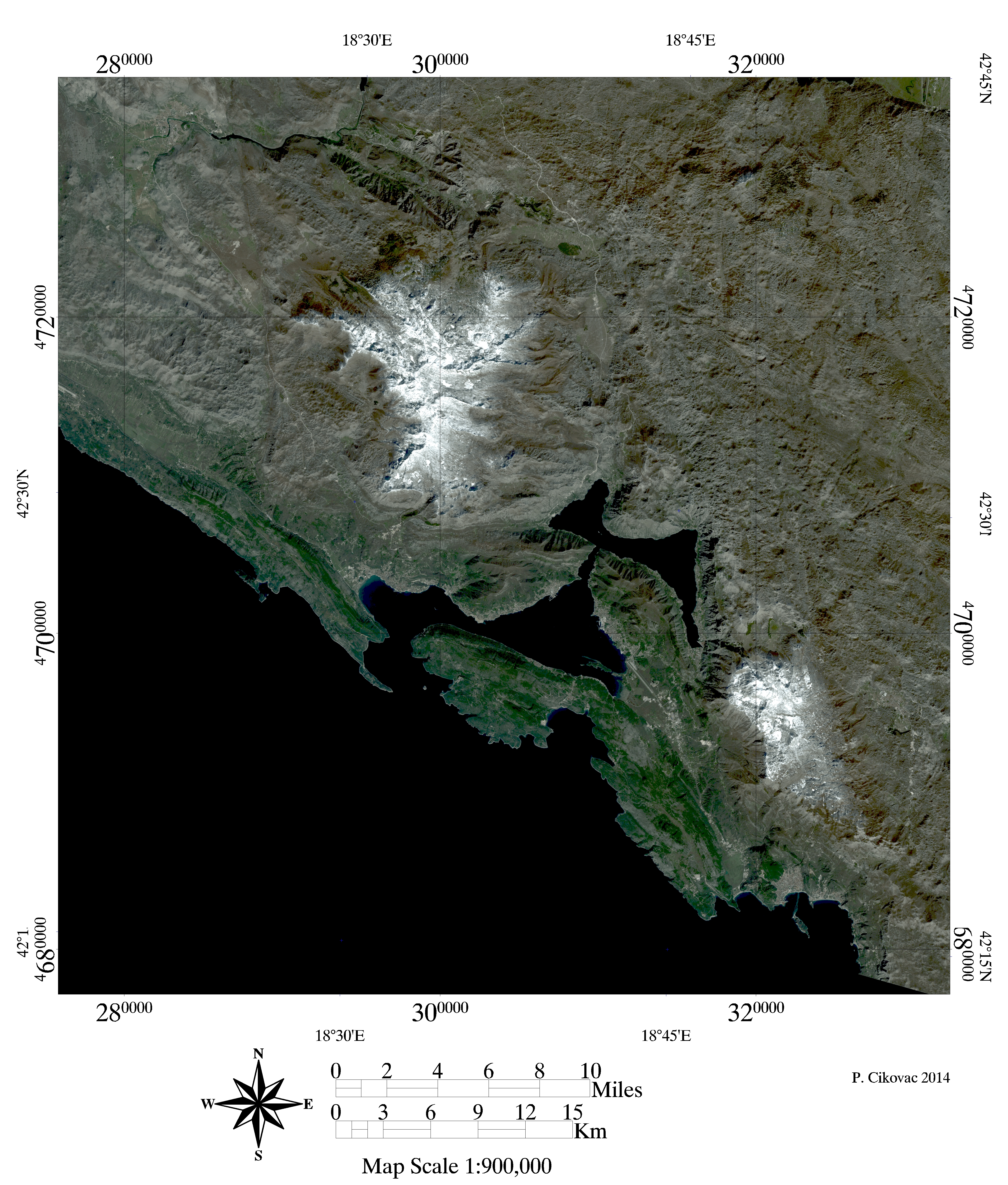
Satellitbild över Kotorbukten

Kotorbukten (serbiska: Бока которска; kroatiska: Boka kotorska, ofta förkortat till Boka) är en flergrenad vik (ibland även nämnd som bukt eller fjord eller översvämmad kanjon) vid Adriatiska havet i västra Montenegro. Kotorbukten är, tillsammans med staden Budva, Montenegros populäraste turistmål.
Kotorbuktens kust har varit bebodd sedan antiken och har flera välbevarade städer från medeltiden. De största städerna vid bukten är Kotor, Tivat, Herceg Novi, Perast och Risan. Kotorbukten med sina historiska omgivningar finns med på Unescos världsarvslista.
Landområdet runt Kotorbukten har ett rikt religiöst kulturarv med många kyrkor och kloster, både katolska och ortodoxa. Detta gör området till den största pilgrimsdestinationen i regionen. Särskilt det ortodoxa klostret Savina är ett populärt turistmål.
Kotorbukten har traditionellt haft en stark befolkning av serber men även en stor minoritet av kroater. Idag deklarerar sig en del serber som montenegriner, men trots allt är Kotorbukten fortfarande ett av landets starkaste fästen för etniska serber.

## Galleri

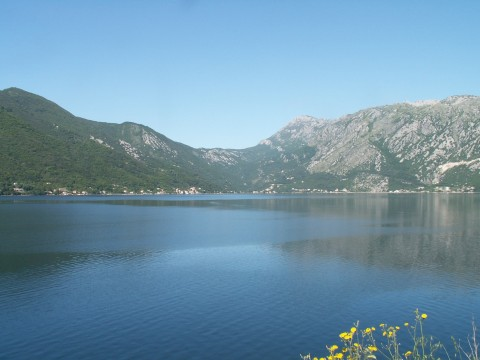
Kotorbukten, nära Kotor
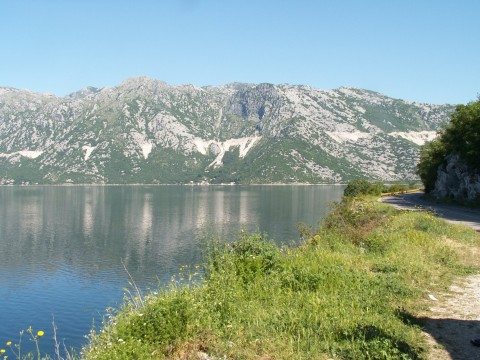
Kotorbukten, nära Kotor
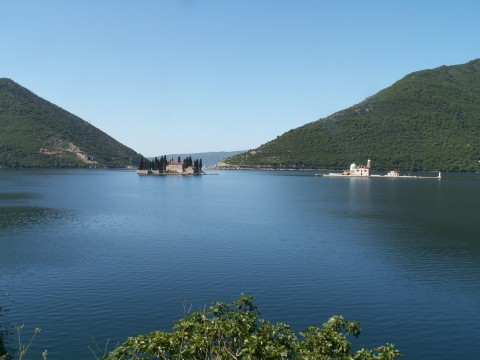
Kotorbukten, öarna Sveti Juraj och Gospa od Skrpjela
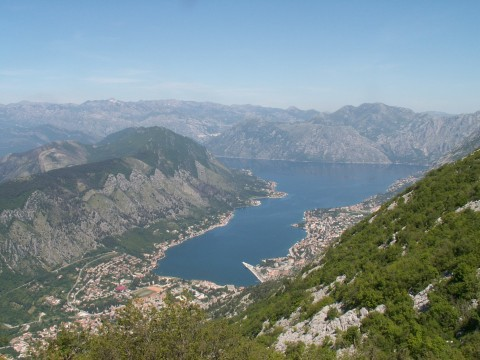
Kotorbukten uppifrån bergen
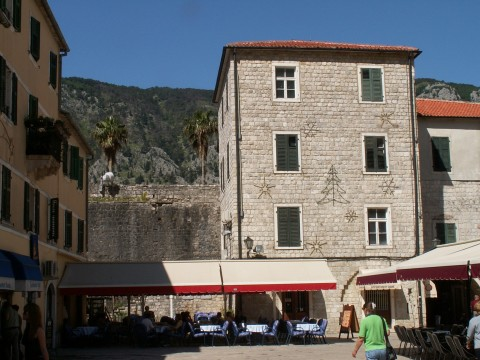
Hus i staden Kotor
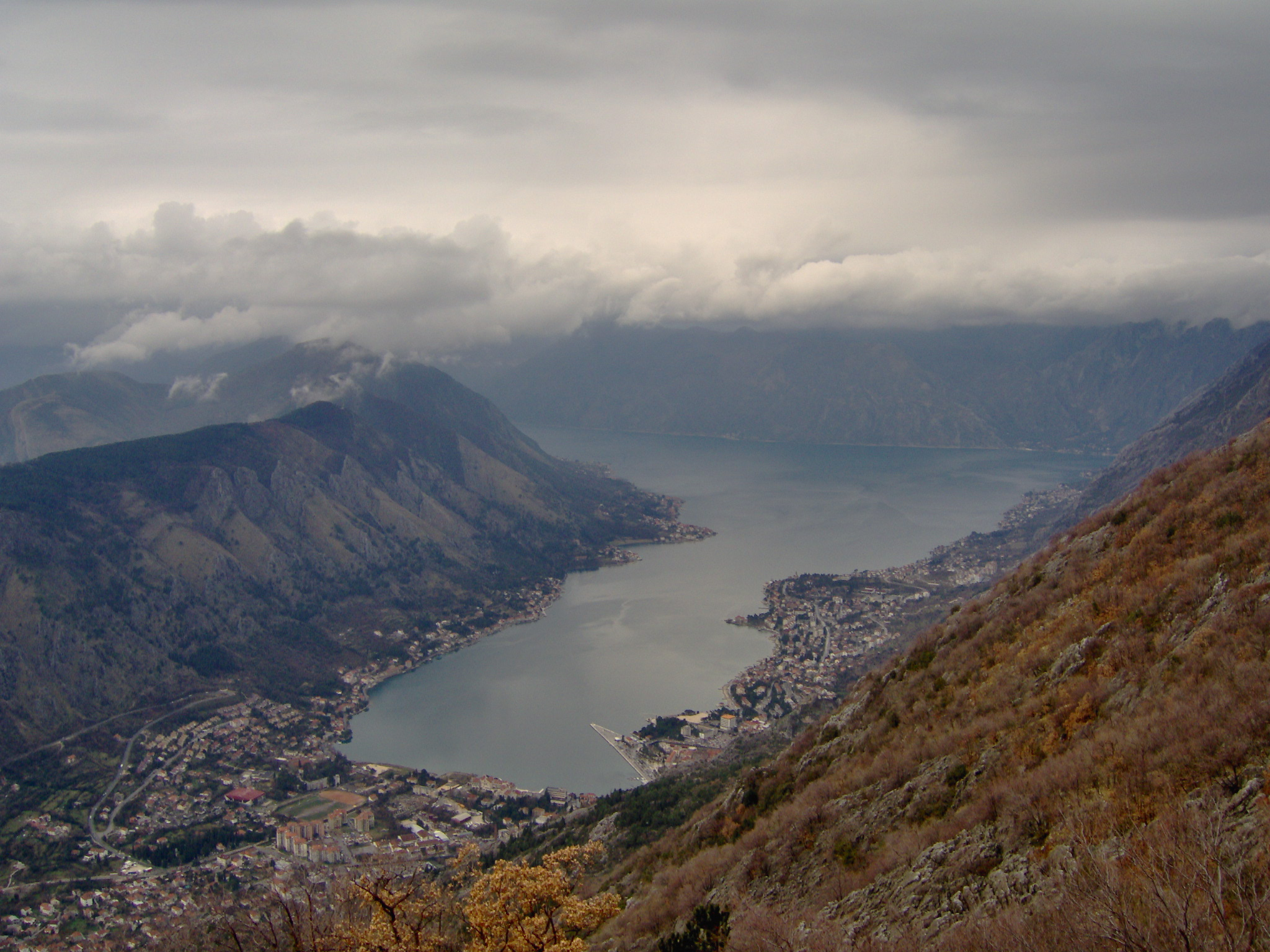
Vy över staden Kotor och en del av Kotorbukten
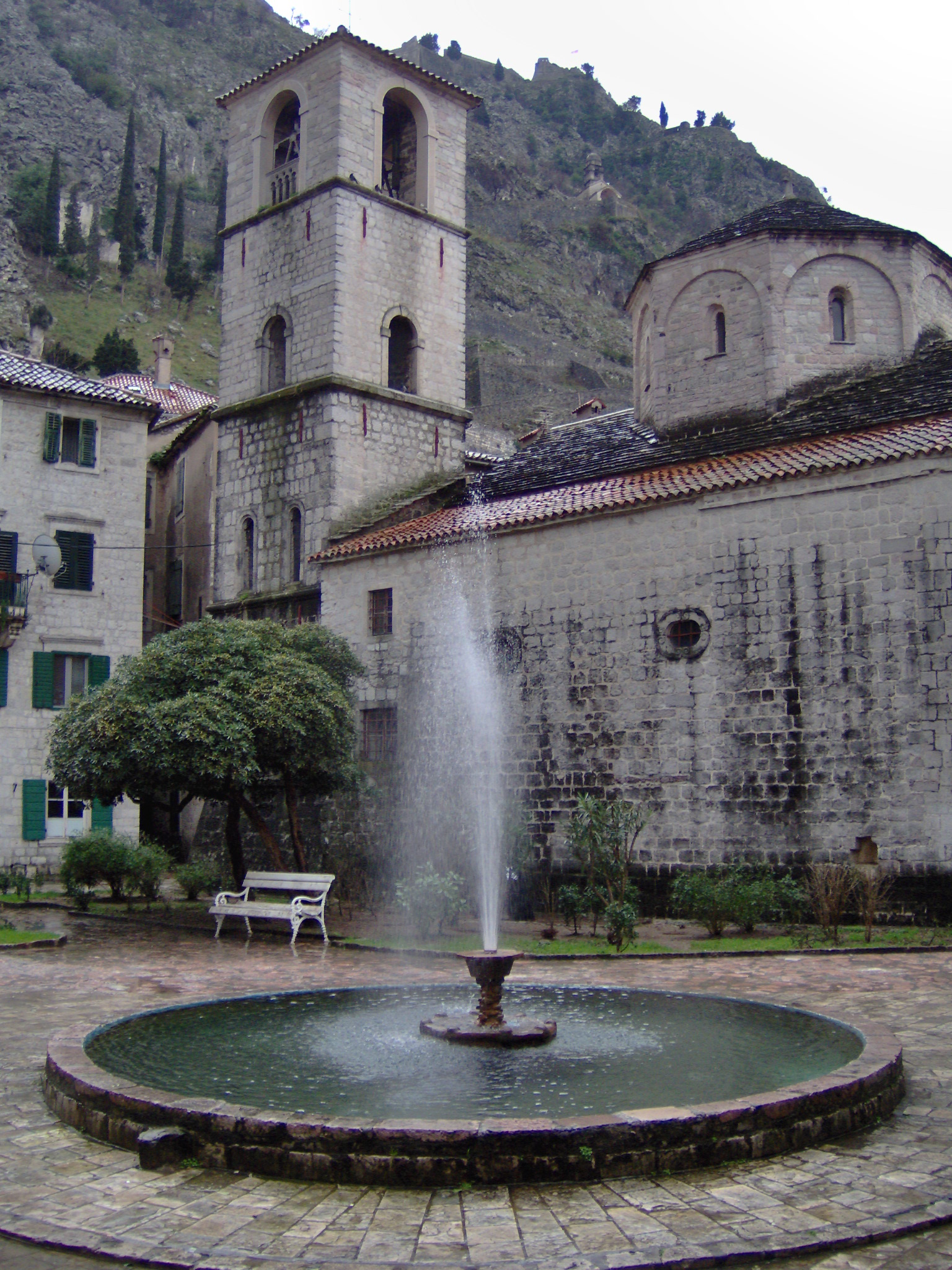
Kyrka i Kotor
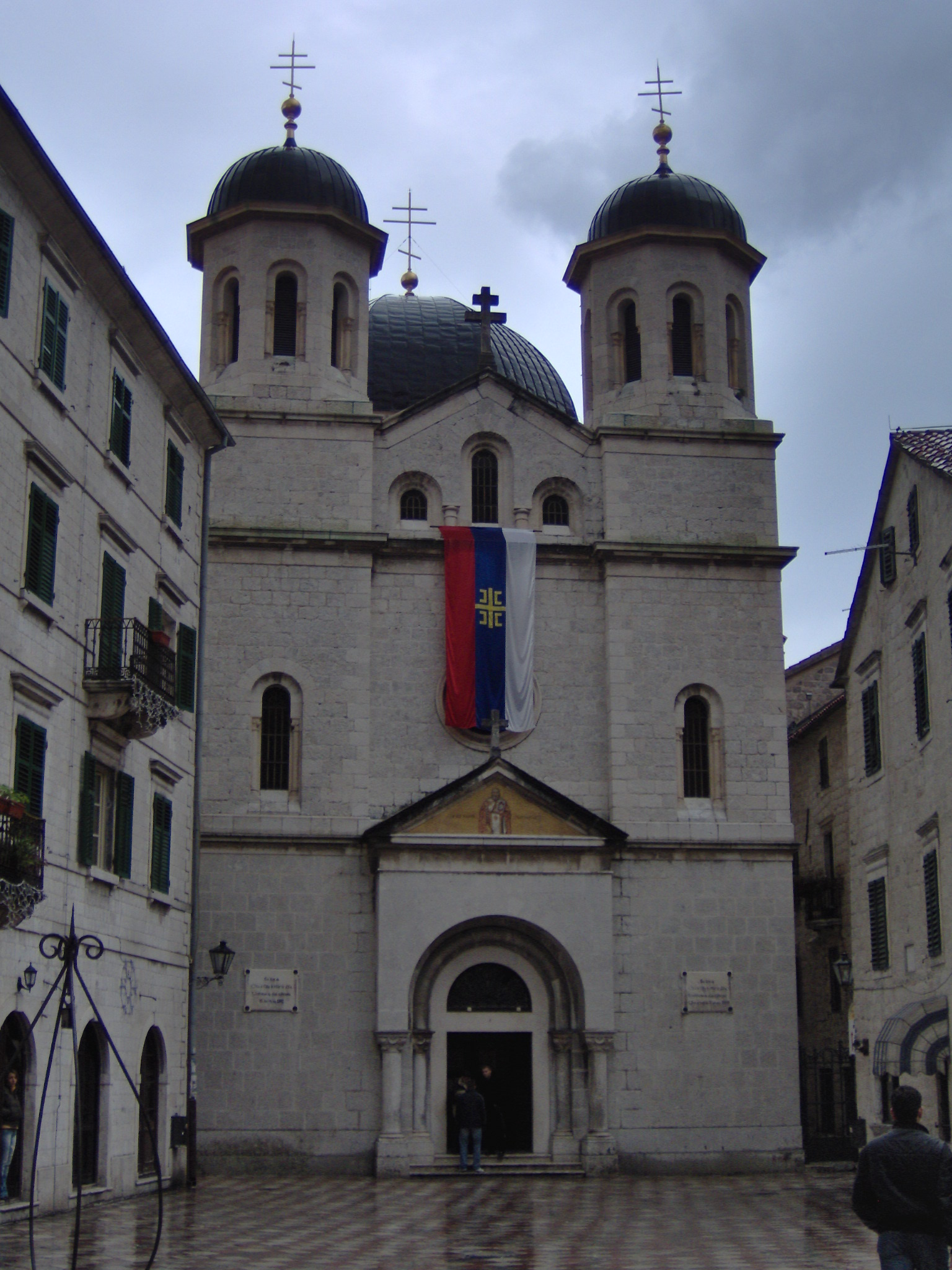
Katedralen i Kotor
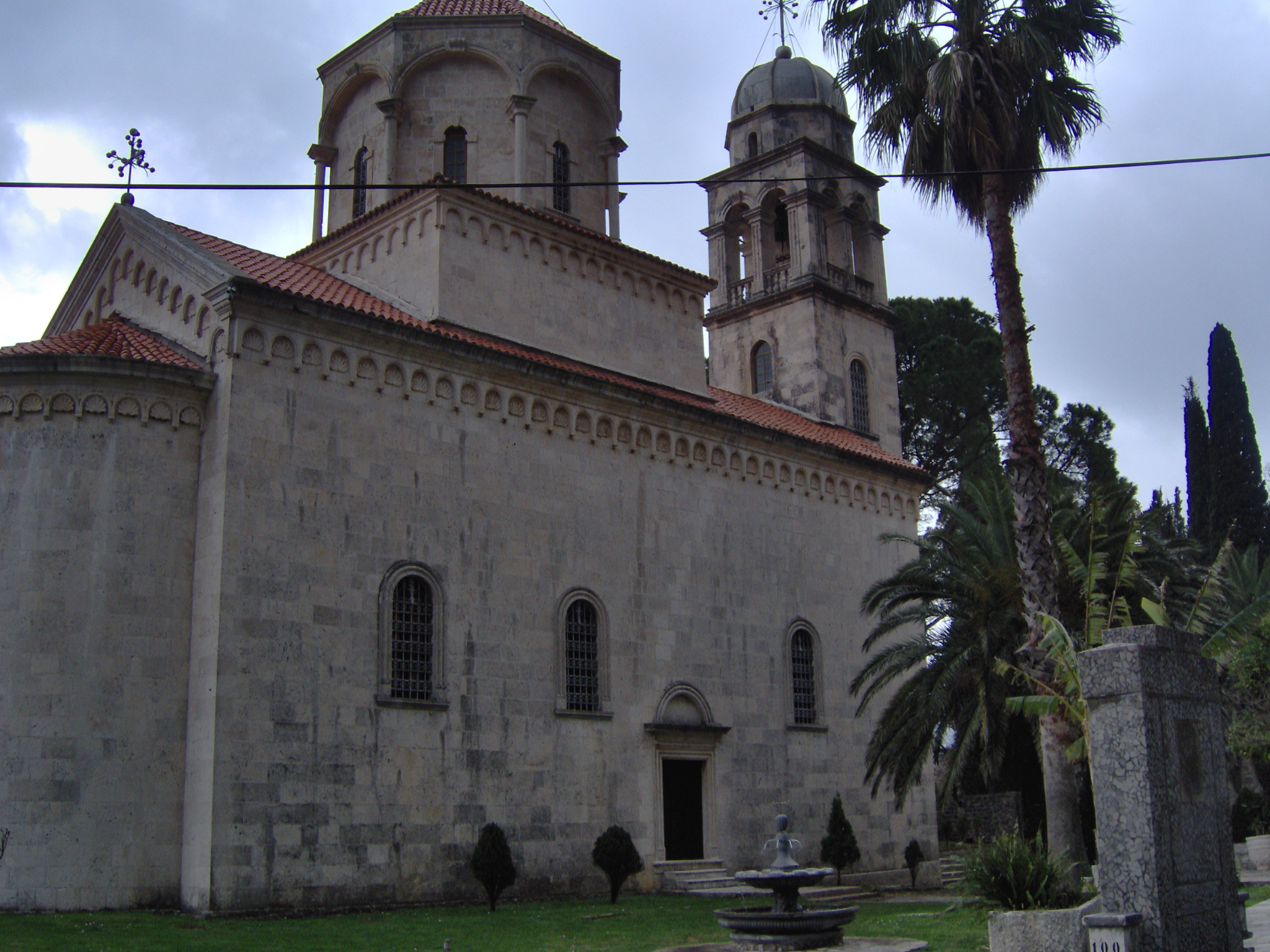
Klostret Savina i Herceg Novi
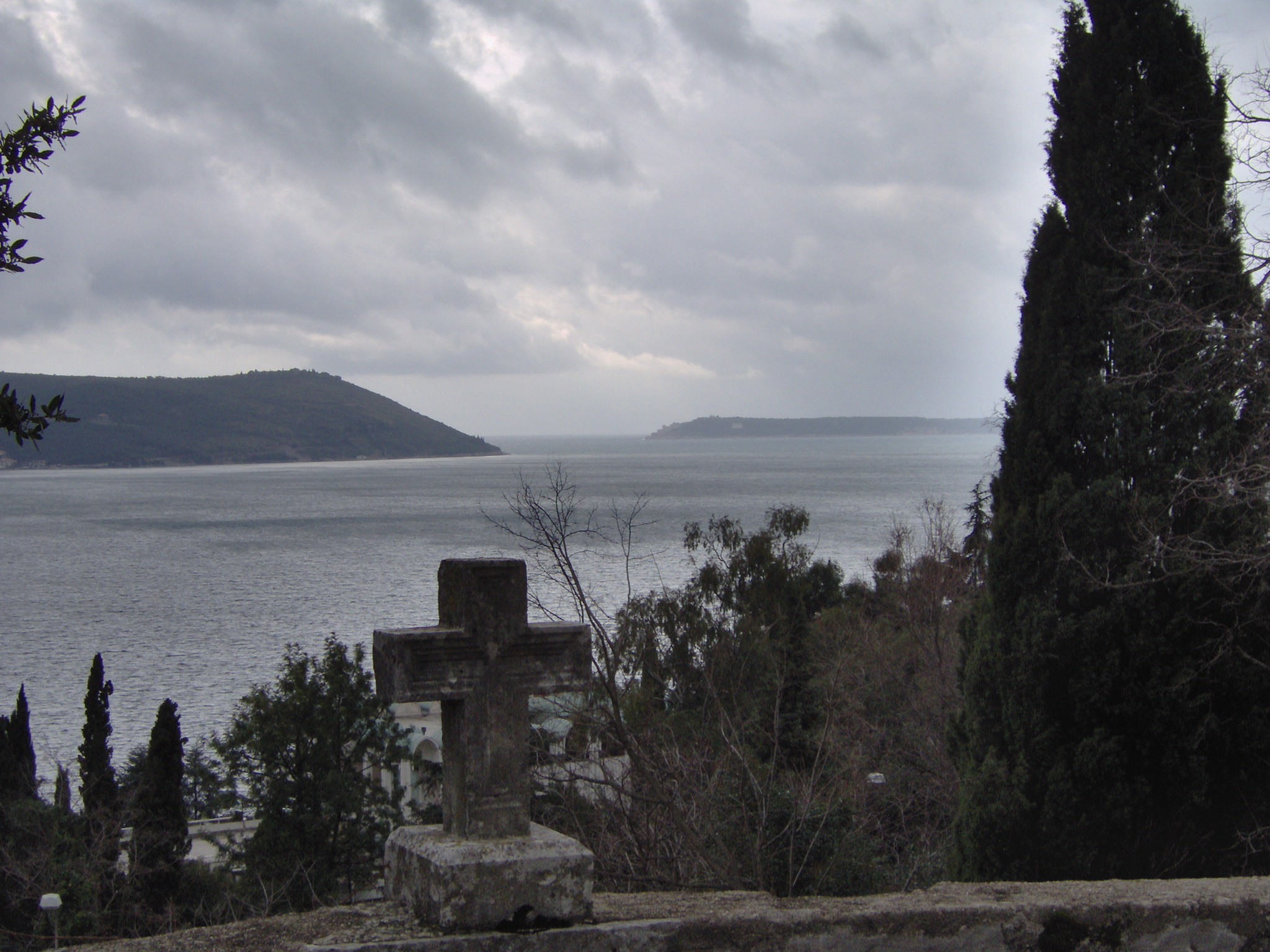
Vy över inloppet från Savina-klostret i Herceg Novi